# 山根政明
山根 政明（やまね まさあき、1950年2月25日 - ）は、日本の元アマチュア野球選手（投手）。実弟はプロ野球の広島・西武で投手として活躍した山根和夫。1978年からの社会人野球での登録名は鈴木 政明。

## 経歴
岡山県真庭郡勝山町（現：真庭市）出身。勝山高等学校では、1966年秋季中国大会県予選準々決勝に進むが倉敷工に大敗。翌1967年夏の甲子園県予選は、2回戦で中室幹雄らがいた津山商に敗退し、甲子園への出場を果たすことができなかった。その年のドラフト会議で後に弟が入団することになる広島カープから9位指名を受けたが、入団を拒否した。
高校卒業後は大昭和製紙に入社。1969年のドラフト会議でアトムズから12位指名を受けたが、入団を拒否しチームに残留。1970年の都市対抗では先発の主軸となり、安田猛への継投で勝ち進む。決勝でも先発、三菱重工神戸の橘谷健（川崎重工から補強）と投げ合い、4回に安田につなぐが延長14回1-1で引き分け。決勝再試合にも先発し、小松建二の本塁打など打線の援護もあって安田との継投で零封勝利、チームの優勝に貢献した。1977年の都市対抗では10年連続出場選手として表彰を受ける。1980年の都市対抗では、杉本正をリリーフして活躍。決勝で札幌トヨペットを降し優勝に力を添えた。
大昭和製紙野球部の休部により、ヤマハ発動機に移籍。1982年の社会人野球日本選手権では2勝を挙げ決勝に進出、日本通運を降し初優勝を飾る。同大会の最高殊勲選手賞と優秀選手賞を獲得。同年のアマチュア野球世界選手権でも日本代表として銀メダル獲得に貢献、社会人ベストナインにも選ばれた。1983年にはロサンゼルスオリンピック予選日本代表に選出されるが、同年にはヤマハ発動機も野球部休部。1984年にプリンスホテルに移籍。1987年の都市対抗では20年連続出場特別表彰選手となる。同年で現役を引退した。
引退後はプリンスホテルと同じ西武グループの伊豆箱根鉄道へ転籍し、2018年頃まで静岡朝日テレビで高校野球解説者も務めていた。